# Космос-2432
Космос-2432 је један од преко 2400 совјетских вјештачких сателита лансираних у оквиру програма Космос.
Космос-2432 је лансиран са космодрома Тјуратам, Бајконур, Казахстан, 26. октобра 2007. Ракета-носач Протон-К је поставила сателит у орбиту око планете Земље. 